# Chapelle Notre-Dame-de-Manéguen
La chapelle Notre-Dame-de-Manéguen est située au lieu-dit "Manéguen" (Mané-Guen), de la commune de Guénin dans le Morbihan.

## Historique
L'ensemble constitué par la chapelle, son placître et le mur de clôture fait l’objet d’un classement au titre des monuments historiques depuis le 16 décembre 1963.
La fontaine fait l’objet d’une inscription au titre des monuments historiques depuis le 16 décembre 1963.

## Description
La chapelle est édifiée en forme de croix latine, construite en pierre de taille de granite et de schiste avec un clocher de type cornouaillais.

## La «pierre du sacrifice»
« Sur le sommet occidental du Mané-Guen, la "pierre du sacrifice" est un bloc de granité creusé de cavités et de cupules où, selon la légende, les victimes étaient offertes en sacrifice à la divinité du lieu. L'excavation épouse effectivement la forme d'une tête et d'un corps. Une croyance locale rapporte que les vieillards venaient ici pour passer de vie à trépas ».